# Hans Riegel
För andra betydelser, se Hans Riegel (olika betydelser).
Johann (Hans) Riegel, född 3 april 1893 i Friesdorf i Bonn, död 31 mars 1945, var en tysk företagare och grundare av Haribo.
Hans Riegel började efter skoltiden en utbildning till bonbonkokare vid Kleutgen & Meier där han stannade i fem år. Därefter arbetade i Neuss och Osnabrück. Efter första världskriget fick han anställning vid Heinen i Kessenich i Bonn. Han blev sedermera delägare och företaget fick namnet Heinen & Riegel.
1920 grundade Riegel ett eget företag och registrerade det under namnet Haribo. Han köpte ett hus på Bergstrasse i Kessenich. Under den första tiden arbetade han på egen hand. 1921 gifte han sig med Gertrud Riegel som blev företaget första medarbetare. De fick barnen Hans (1923–2013), Anita (1924–2004, gift Königs) och Paul (1926–2009).
Hans Riegel dog 1945 varpå hustrun och senare sönerna tog över företaget.

## Fotnoter
1. ↑  Källangivelsen på Wikidata använder egenskaper (properties) som inte känns igen av Modul:Cite